# The Power to Believe
| Đánh giá chuyên môn | Đánh giá chuyên môn |
| Nguồn đánh giá      | Nguồn đánh giá      |
| Nguồn               | Đánh giá            |
| ------------------- | ------------------- |
| Allmusic            | [ 1 ]               |
| Rolling Stone       | [ 2 ]               |
| nowamuzyka          | [ 3 ]               |

The Power to Believe là album phòng thu thứ mười ba của ban nhạc progressive rock King Crimson, phát hành năm 2003, EP Happy With What You Have to Be Happy With (2002) được phát hành trước đó để mở được cho album. Nó cho thấy sự trở lại của ban nhạc với phong cách viết nhạc và lời đa dạng lời, nương tựa nhiều hơn vào Soundscapes và Pat Mastelotto chơi bộ gõ giống với ProjeKCt hơn kết hợp với tiếng drum kit rock tự nhiên. Những track như "EleKtrik" và "Dangerous Curves" hòa trộn phong cách của King Crimson từ thập niên 1970, 1980 đến thế kỷ 21 với tính thử nghiệm của ProjeKct, chịu những ảnh hưởng từ các nhóm nhạc progressive mới hơn như Porcupine Tree và Tool (King Crimson lưu diễn cùng Tool năm 2001), album này mang đến từ metal tới ambient.
Cả Level Five và Happy With What You Have to Be Happy With được xem là những tác phẩm báo hiệu trước về album, Fripp mô tả đầy là "đỉnh cao của ba năm làm nhạc Crimson". "The Power to Believe III" là phiên bản tái dựng và đổi tên của "Deception of the Thrush" từ EP Level Five. Những phiên bản khác của "Eyes Wide Open" và "Happy With What You Have to Be Happy With" nằm trong EP Happy With What You Have to Be Happy With.
Album này đạt vị trí số 150 trên bảng xếp hạng Billboard 200 và Top Internet Albums.

## Danh sách track
Tất cả được sáng tác bởi Adrian Belew, Robert Fripp, Trey Gunn và Pat Mastelotto, trừ khi có ghi chú.
| STT              | Nhan đề                                             | Phổ lời          | Thời lượng |
| ---------------- | --------------------------------------------------- | ---------------- | ---------- |
| 1.               | "The Power to Believe I: A Cappella"                | Belew            | 0:44       |
| 2.               | "Level Five"                                        | không lời        | 7:17       |
| 3.               | "Eyes Wide Open"                                    |                  | 4:08       |
| 4.               | "Elektrik"                                          | không lời        | 7:59       |
| 5.               | "Facts of Life (Intro)"                             | không lời        | 1:38       |
| 6.               | "Facts of Life"                                     |                  | 5:05       |
| 7.               | "The Power to Believe II: Power Circle"             |                  | 7:43       |
| 8.               | "Dangerous Curves"                                  | không lời        | 6:42       |
| 9.               | "Happy with What You Have to Be Happy With"         |                  | 3:17       |
| 10.              | "The Power to Believe III: Deception of the Thrush" |                  | 4:09       |
| 11.              | "The Power to Believe IV: Coda"                     | Fripp            | 2:29       |
| Tổng thời lượng: | Tổng thời lượng:                                    | Tổng thời lượng: | 51:11      |

## Thành phần tham gia
King Crimson - sản xuất
- Robert Fripp – Guitar, tổng hợp, sắp xếp, chỉnh sửa, master
- Adrian Belew – Guitar, hát
- Trey Gunn – Warr Guitar, Fretless Warr Guitar
- Pat Mastelotto – trống, bộ gõ điện

Sản xuất
- David Singleton - sản xuất, tổng hợp, sắp xếp, chỉnh sửa, master điều khiển
- Machine - sản xuất, kỹ thuật, phối khi, tái phối khí, thu âm, programming phụ
- Simon Heyworth - master
- Jeff Juliano - kỹ thuật phụ
- Ken Latchney - Haiku Voice Recording
- Tim Faulkner - Voice Source trong "Elektrik"
- Bill Munyon - Additional Sound design
- Matt Hill - Warr Guitar Rack Construction
- P. J. Crook - bìa đĩa (Fin de Siecle)
- Hugh O'Donnell - thiết kế
- Charlie Hewitt - điều khiển
- Adrian Molloy - Strategic Liaison
- Cảm ơn: Paiste, M-Audio, Drum Workshop, Vic Firth, Evans, Bill Saragosa, PDV, Jeff Kazen, Thunderbird, Drum Paradise, Jeff Duke, Con+Noe, Ed Renolds, Jeff Ocheltree, Euphonic Audio, Line 6, SWR, Raven Labs, và Martha Belew

## Bảng xếp hạng
| Năm  | Bảng xếp hạng                 | Vị trí |
| ---- | ----------------------------- | ------ |
| 2003 | Billboard 200                 | 150    |
| 2003 | Billboard Top Internet Albums | 150    |